# Možiček med dimniki
Možiček med dimniki je literarni junak istoimenske kratke sodobne pravljice Lojzeta Kovačiča, ki je prvič izšla leta 1974. 

## Predstavitev lika
Osrednji lik zgodbe je mali možiček, ki živi med dimniki Starega mesta. Kot dobri duh pomaga revnim in »navadinim« ljudem, rešuje njihove težave in tegobe in zato ga imajo radi; postane neke vrste njihov zaščitni in povezovalni element, saj z malimi dejanji udejanja in kaže svoje veliko in toplo srce.

## Vsebina
V ozkih ulicah starega mesta pod gradom stoje stare hiše. Stoje ob rečici, čez katero se pno beli mostovi z dvoglavimi svetilkami na ograjah. Med dimniki starih hiš je možiček s kapico in dolgim rumenim šalom in sprehajalno palico v rokah. Prijazen mali možiček varuje prebivalce Starega mesta in otrokom pripoveduje pravljice. Na drugi strani se razprostira Novo mesto. Ob širokih cestah se vzdigujejo velike, bele palače iz stekla, železa in betona. In tako se je zgodilo nekoč, da so hoteli možička ljudje z one strani reke zase. V velikanskih zgradbah iz stekla in železa, opremljenih z neštetimi stroji, jim je postalo pusto in dolgočasno. Novomeščani so ga želeli kupiti od Staromeščanov. Staromeščani so bili zelo presenečeni. »Saj ga ne moremo prodati, ker ga tudi kupili nismo,« so rekli. Pa tudi dali ga ne bi za nikakršno zlato na svetu. Vendar so se nekega dne Novomeščani pripeljali čez most v Staro mesto, na gasilskih avtih z dolgimi lestvami, da bi ujeli možička. A jim ni uspelo, saj se je možiček zelo dobro skrival. Tako so novo meščani poraženi odšli iz starega mesta. Od takrat je v Starem mestu mir, nad črnimi slemeni hiš plava najmočnejša in najmogočnejša nočna luč sveta, veliki, beli mesec.

## O delu
Zgodba Možiček med dimniki je v prvi vrsti namenjena otrokom, seveda pa se bodo v njej našli tudi odrasli. V sebi na eni strani nosi mnogo ostrine in značilnega Kovačičevega zajedljivega in zbadljivega humorja in kritike človeške nravi, ki je v zgodbi vseskozi latentno prisotna, na drugi strani pa Kovačičevo mehko in močno humanistično naravo. Zgodba vsebuje mehko kritiko človeške pohlepnosti in ne-senzibilnosti ter agresivnega načina življenja sodobne družbe, ki nas lahko hitro pripelje tudi do tiranije in vladavine terorja - če se ji zavestno ne upremo. Svoje humano sporočilo pripoveduje zgodba skozi socialno kontrastno izraženo razmerje dveh polov mesta v zgodbi - revnega in človeško prijaznega Starega mesta, ter bogatega in ošabnega Novega mesta.